# جبر هندسی
جبر هندسی (انگلیسی: Geometric algebra) یک روش ریاضی است که برای توصیف شکل‌ها، جهت‌ها و حرکت‌ها در فضا استفاده می‌شود. این روش بر پایهٔ جبر چندبُرداری (مانند ضرب نقطه‌ای، ضرب برداری و ترکیب آن‌ها) ساخته شده و یک ابزار قوی برای کار با بردارها، سطح‌ها، حجم‌ها و حتی چرخش‌ها در فضا فراهم می‌کند.
در جبر هندسی، به‌جای اینکه فقط با عدد یا بردار کار کنیم، با «چندبردار» ها کار می‌کنیم که می‌توانند خط، صفحه یا حجم را نمایش دهند. این روش در فیزیک (مثلاً برای توصیف چرخش و نور)، در گرافیک رایانه‌ای و در رباتیک کاربرد زیادی دارد، چون مفاهیم پیچیدهٔ فضایی را به‌صورت فشرده و منسجم بیان می‌کند.